# Mancomunidad de los Concejos de Llanes y Ribadedeva

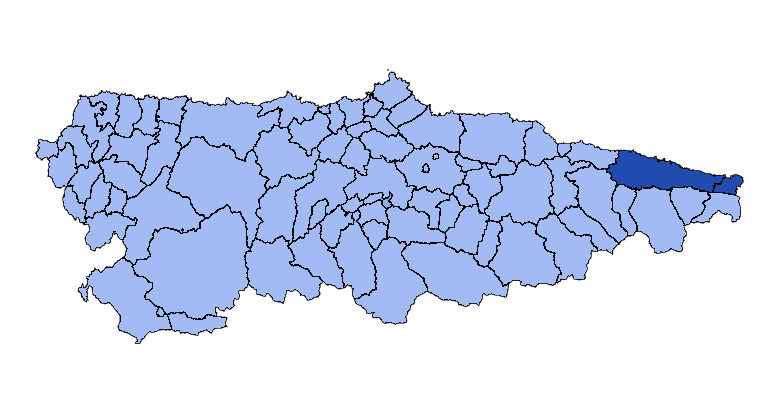
Vista de los concejos que forman la mancomunidad.

La Mancomunidad de los Concejos de Llanes y Ribadedeva es una unión de municipios española, en la provincia de Asturias. Comprende los concejos de:
- Llanes
- Ribadedeva

- Datos: Q5991226